# Buddleja madagascarensis
Buddleja madagascariensis es una especie de arbusto perteneciente a la familia Scrophulariaceae. 

## Distribución y hábitat
Es originaria de Madagascar, donde crece en las laderas montañosas a una altitud de 600 a 2000 metros. La especie fue descrita por Lamarck en 1792, y puesta en cultivo en 1827. B. madagascariensis se ha naturalizado y es tratada como invasiva en Hawái y Nueva Zelanda.; también crece en el sur de China, y a lo largo de la costa del mediterráneo en Francia.
Ganó el premio Award of Garden Merit de la Royal Horticultural Society en 2002.

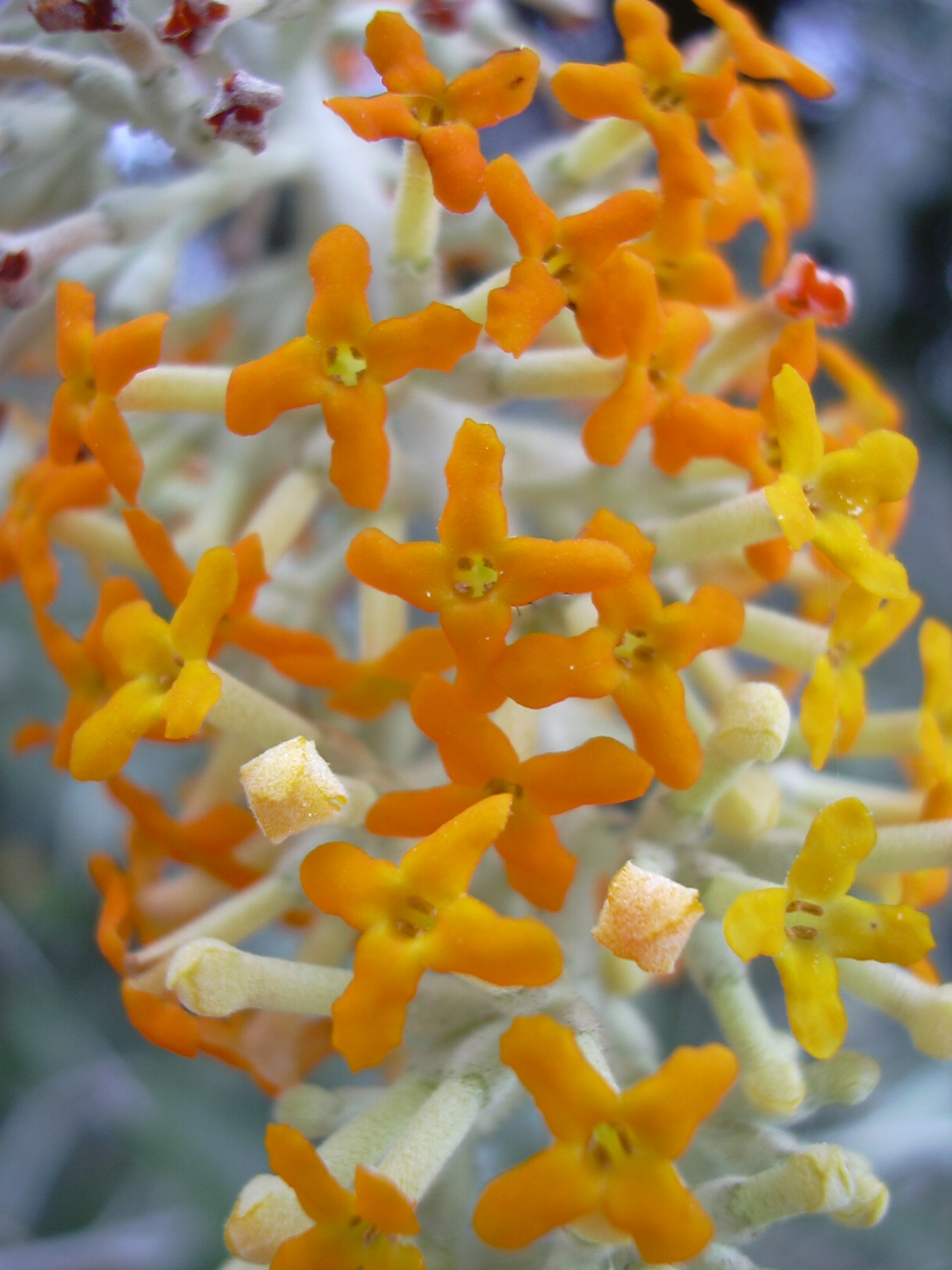
Flores

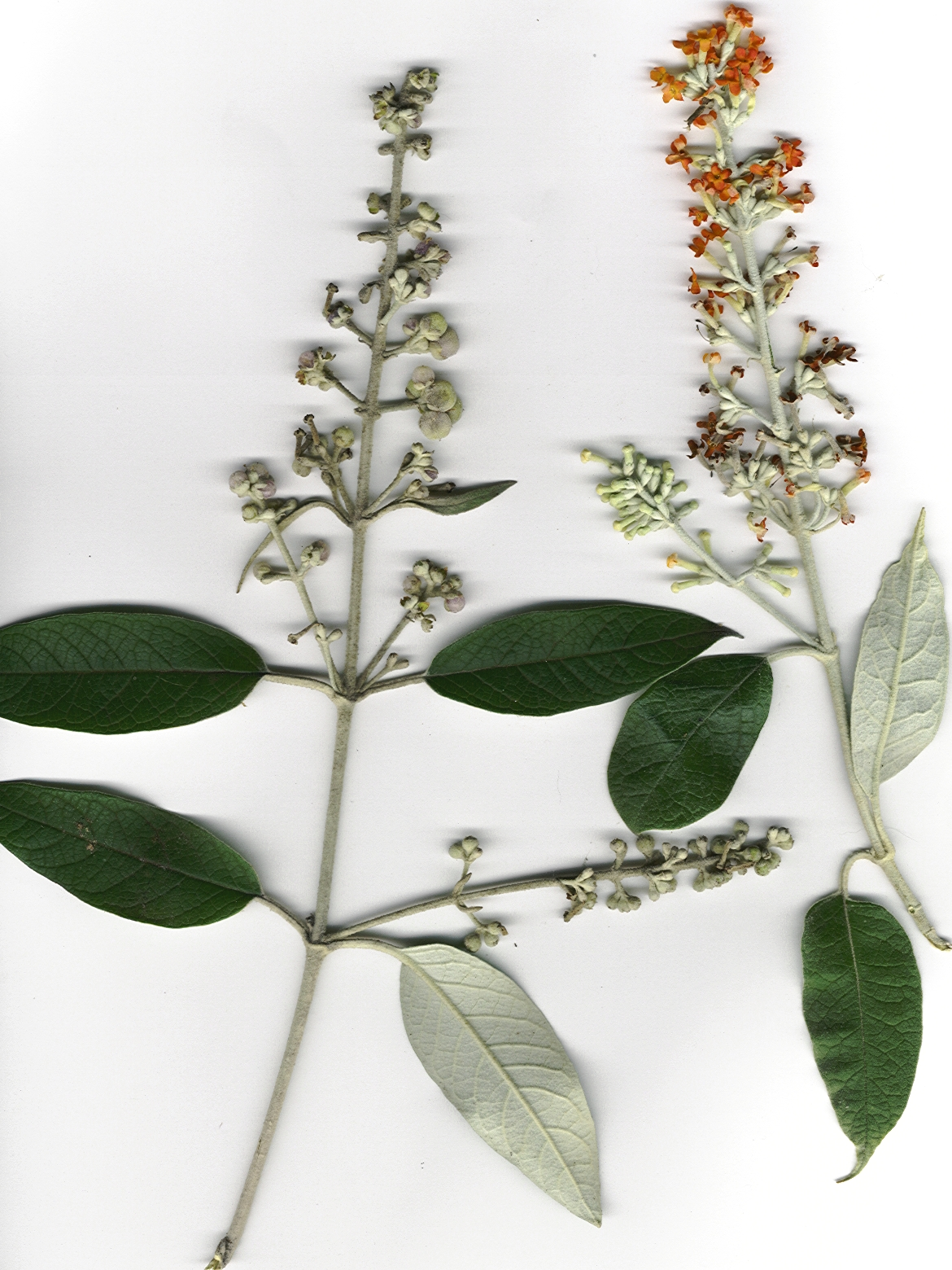
Detalles

## Descripción
Buddleja madagascariensis es un arbusto escaso, laxo, alcanzando un tamaño de 4 metros de altura. Las hojas son opuestas, estrechamente ovadas, menores de 12 cm de largo, con pecíolos <20 cm de largo. La superficie de las hojas de color verde oscuro tiene impresionado la venación impresionada, y es densamente pubescente. Las fragantes flores forman panículas terminales delgadas <25 centímetros de largo, y varían en color desde amarillo intenso, pasando por el naranja, de color rosa.

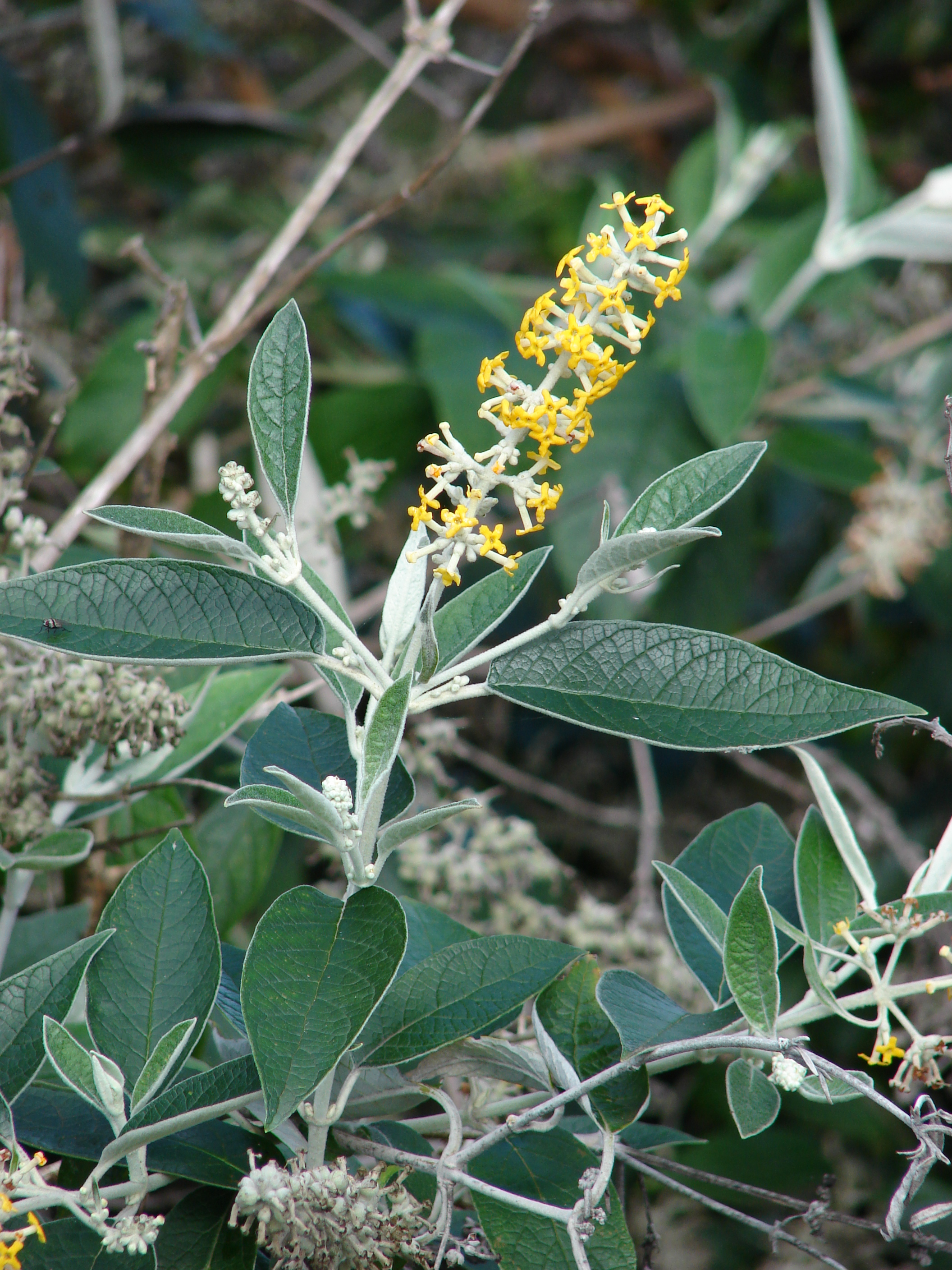
Hojas e inflorescencia

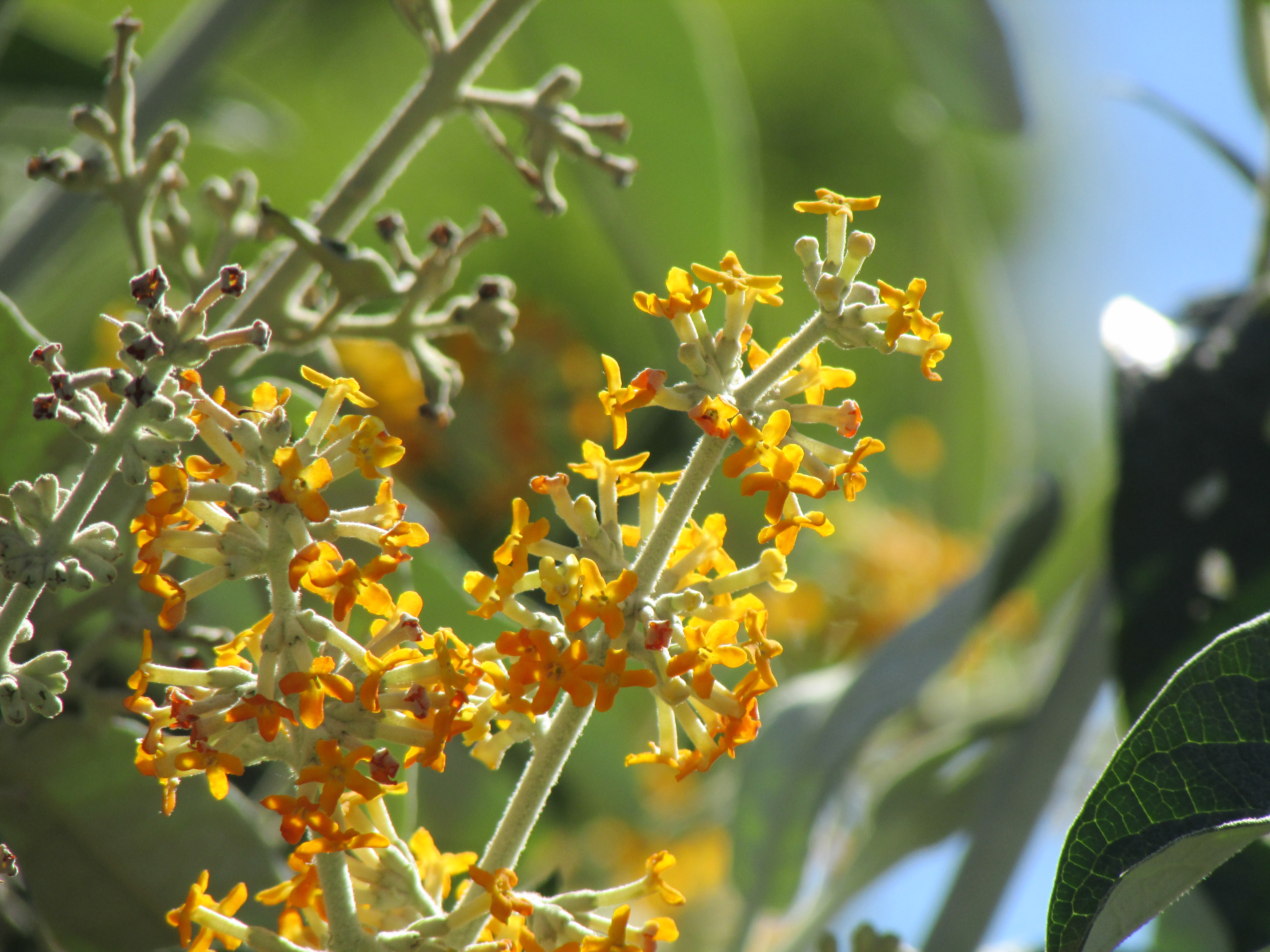
Detalle de la flor

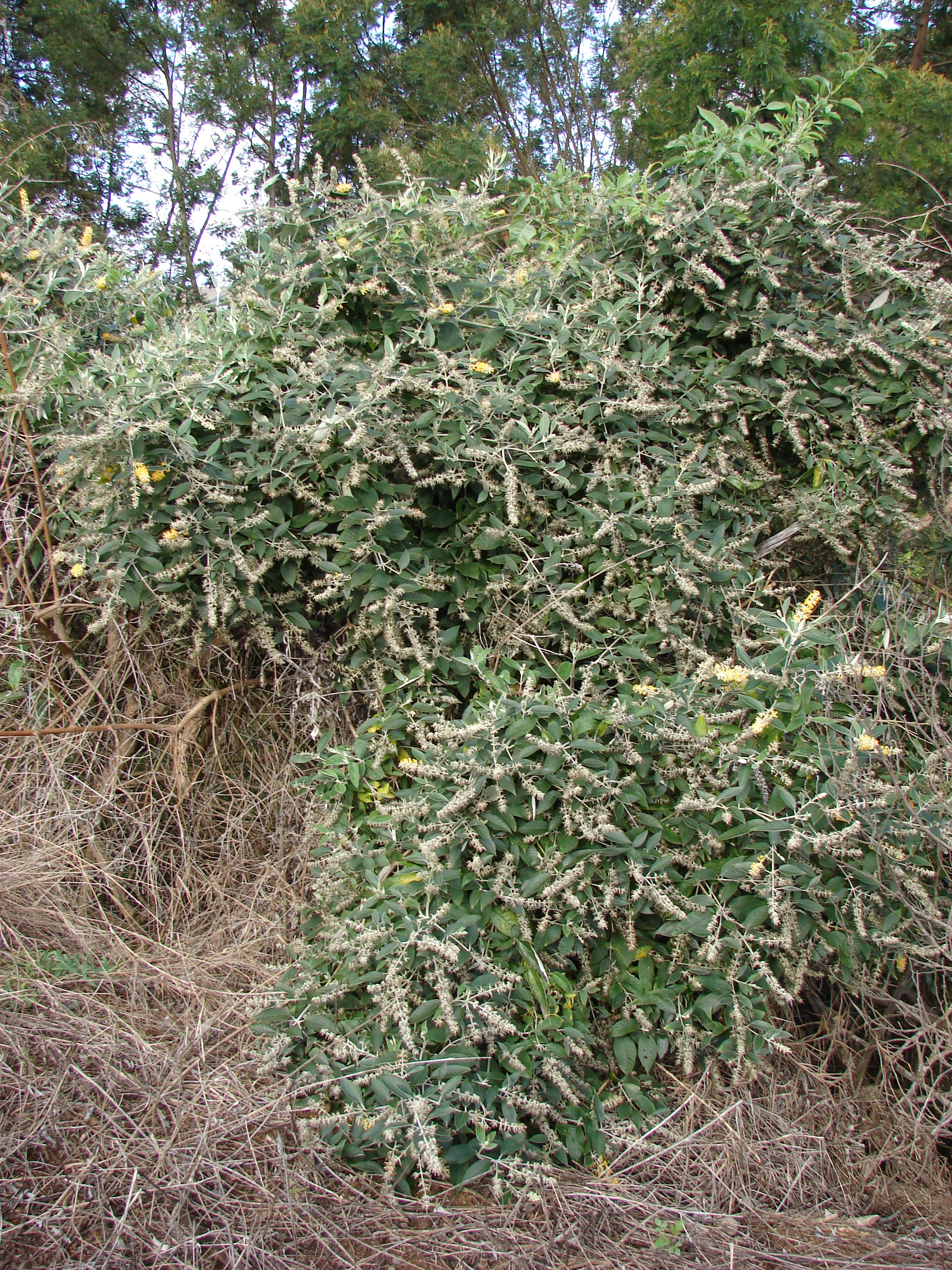
Como un arbusto

## Cultivo
Buddleja madagascariensis se cultiva como planta ornamental. Intolerante a las temperaturas bajo cero, sólo puede ser fiablemente cultivada en exterior en jardines de clima subtropical y tropical, como los del sur de California y Florida en los EE. UU., a pesar de que en las regiones templadas costeras pueden sobrevivir en las paredes orientadas hacia el sur, que en el invierno añade protección contra heladas. Por otra parte, se trata esencialmente de un invernadero y de efecto invernadero de las plantas. El arbusto se cultiva en invernadero como parte de la NCCPG Colección Nacional de Buddleja en poder del Parque Longstock, cerca de Stockbridge, Hampshire, Inglaterra.

## Taxonomía
Buddleja madagascarensis fue descrita por Jean-Baptiste Lamarck y publicado en Encyclopédie Méthodique, Botanique 1(2): 513. 1785.
Etimología
El género "Buddle" sería "Buddleia". Sin embargo, Linnaeus escribió "Buddleja", y nunca se lo cambió, y por la regla de prioridad de nombramiento, "Buddleja" se prefiere, aunque i/j podría modernizarse como una variante ortográfica botánica. Pero sigue habiendo inconsistencias en los textos científicos.
madagascariensis: epíteto geográfico que alude a su localización en Madagascar.
Sinonimia
- Adenoplea madagascariensis (Lam.) Eastw.
- Buddleja heterophylla Lindl.
- Nicodemia madagascariensis (Lam.) R. Parker[8]